# 腹疣柄牛肝菌属
腹疣柄牛肝菌属（学名：Gastroleccinum）是牛肝菌科下的一个属。

## 下属物种
本属包括以下物种：
- 粗糙腹疣柄牛肝菌 Gastroleccinum scabrosum (Mazzer & A.H.Sm.) Thiers